# 蕎麦粉

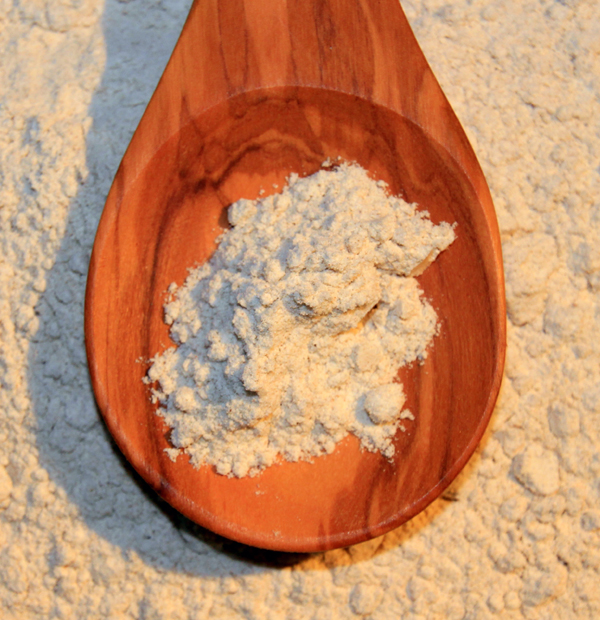
蕎麦粉

蕎麦粉（そばこ）は、タデ科の一年草ソバの種（実）を挽いた粉。一番粉（更科粉）、二番粉、三番粉、末粉、ひきぐるみなどの種類がある。

## 製法 （製粉工程）
栽培から玄ソバ（殻の付いたそばの実）への加工は生産者(農家)が行い、それを製粉業者が買いつけて製粉する経路のほか、栽培から手がけている製粉業者など形態が様々である。最近では、地場産業の発展を目的に乾燥から製粉までを一気に行える設備を設置する地方自治体がある。（ソバ#日本での栽培も参照）

### 玄ソバへの加工（前工程）
- 刈り取り - 手刈りまたは、機械刈りにより行われる。
- 乾燥（手刈り） - 手刈りの場合は大抵、脱穀前に「島立て」「はぜ掛け」を用いて天日干しされる。
- 脱穀 - ここで製粉業者に引き渡され、次工程の乾燥は業者が行うことがある。
- 乾燥（機械刈り） - 送風機による人工乾燥、熱風は適さないが時間短縮で使用される事がある。

### 蕎麦粉への加工（後工程）
- 磨き - 磨き機で玄ソバに混ざった藁（）やゴミや汚れを取り玄ソバを磨く
- 石抜き - 玄ソバに混ざった石を抜く
- 篩い（） - 粒の大きさを揃える（脱皮時の丸抜きの歩留まりを高める）多いときは8段階に分ける
- 脱皮（丸抜き） - 脱皮機でそばの皮（殻）を剥く（ヌキと呼ばれる淡い緑色のそばの実になる。そば米や東欧のカーシャの原料。）
- 殻取り - 唐箕（）で混ざった殻を取る（ヌキ完成）
  - 荒挽き - 石臼などによる粉挽き（荒挽き）
  - 篩いがけ - 最初に挽き出されたものを篩いにかける「一番粉」（更科粉）
  - 粉挽き（2回目） - 石臼などによる粉挽き
  - 篩いがけ - 次に挽き出されたものを篩いにかける「二番粉」
  - 粉挽き（3回目） - 石臼などによる粉挽き（前に篩いに残ったものもゴミを取り除き戻して混ぜる）
  - 篩いがけ - 挽き出されたものを篩いにかける「三番粉」
  - 粉挽き - 石臼などによる粉挽き（前に篩いに残ったものも戻して混ぜ、最後まで挽く）
  - 篩いがけ - 挽き出されたものを篩いにかける「末粉」

挽き工程には、主に「石臼挽き」「ロール挽き」「胴挽き（胴づき）」が用いられてきた。昔はロール挽きはソバが加熱されて水分が飛んでしまうと敬遠されていたが、技術の向上により現在は目的に応じて積極的に活用されるようになった。一方、胴挽きは水車など装置の設置が大掛かりになるため減少している。なお、そばの実を引くと、柔らかい中心部分の胚乳のさらに中心から先に細かくなって挽き出てくる。外側の胚芽（子葉）や甘皮（種皮）はやや硬いため、すぐに細かくは挽けない。従って先に出る粉（一番粉）ほど内層の粉で、後に出る粉ほど表層の粉である。
一番粉・二番粉・三番粉・末粉などを分けて分別しないで挽いて篩う場合もある。

## 種類
蕎麦粉は製粉、篩分けの度合いにより「一番粉」・「二番粉」・「三番粉」他に分けられる。
- 一番粉 内層粉、そばの実の中心部分の胚乳のさらに中心部が主体、白色でほのかな甘みがある最上級粉だがそば独特の香りや風味に欠ける。成分は主に炭水化物（でんぷん）と水分で栄養価は低い。更科粉（さらしなこ）とも呼ばれることがあるが、本来の更科粉は製法が異なる。
- 二番粉 中層粉、胚乳と子葉（胚芽）の一部が主体、うす緑黄色で香りが高く風味に優れる。ちゅうそう粉と表記されることも多い。
- 三番粉 表層粉、胚乳の一部と子葉（胚芽）と種皮（甘皮）の一部、やや暗い青緑色で香りが強く栄養価が高いが味と食感に劣る。
- 末粉 表層粉、子葉（胚芽）と種皮（甘皮）が主体、黒っぽくホシ（甘皮や蕎麦殻の破片）が多い。風味は非常に強いが食感は最も劣る。栄養価は最も高い。蕎麦がきや蕎麦菓子、冷凍麺、ゆで麺、乾麺の色づけなどに使用。四番粉、五番粉とも。特に繊維や殻の破片が多いものはさな粉（）とも呼ばれる。

ひきぐるみは、抜き実もしくは玄そばを直接ひいた粉を篩で調製したものである。つまり、一番粉、二番粉等に分けたものをあわせた粉ではない。全層粉、全粒粉ともいう。
更科粉は、厳密には玄そばを挽き抜きした際に大きめに割れた「上割れ」だけを用いた粉であるが、俗に一番粉を主体とした白っぽい内層粉もしくは一番粉のみで作った粉を指すこともある。御膳粉とも。更科蕎麦は、更科粉主体で打った白い色のごく高級な蕎麦麺である。玄そば（殻付きのそばの実）の15 - 30％のそばの実の中心のみを使って挽いて篩ったものが、打ちあがりの透明感が更に強くなる特別なブランド更科粉として売り出されることがある。
蛋白質がほとんど含まれない更科粉の十割蕎麦は、つながりづらく長い麺に打つことが困難である。

## 品質管理
蕎麦粉の品質において、加工材料となるソバの品種や産地、篩い分けによる選別工程の有無の違いがあれば利用目的に応じた選択の目安になる。しかし、品種と選別が同じ条件であるなら、色と食味は玄ソバの乾燥工程と保管状態、蕎麦粉の製粉工程と保管状態により左右される点に注意する必要がある。例えば新ソバを自家製粉して挽きたてで提供しているつもりでも、玄ソバの保管が行き届いていなければ期待した品質は得られず損失を生じてしまうし、製粉工程まで厳密に管理された蕎麦粉を使用しても、蕎麦粉の保管が行き届いていなければ同様の劣化を避けられない。
玄ソバの乾燥工程
早期収穫と通常収穫で適切な送風乾燥に差はあるが、40℃以上の熱風は適さない。仕上水分15%付近が望ましいとされ、水分が13%より低ければソバの薄緑色は失われ粘度が落ちてつながらない蕎麦になり、17%より高くなれば、挽き工程で詰まりを起こしたり水分活性による微生物の繁殖の恐れがある。
玄ソバの保管
玄ソバの水分管理の基準は乾燥工程の仕上水分に準じる。室温で保管した場合は30日から90日で色相の劣化と脂質劣化が見られるため、0℃以下の冷蔵が望ましいとされている。
加工業者において、かつてはロール製粉は高速回転するローラーの加熱による蕎麦粉の乾燥を避けられていたが、現在では技術向上により粉の挽き分けが出来るなどのメリットの点で採用されるようになっている。高付加価値製品や蕎麦屋では石臼自家製粉を謳って提供される。
蕎麦粉の保管
蕎麦粉の保管についても20℃以上になれば脂質劣化と酸化が進むため、0℃前後での保存が望ましいとされる。15℃前後が外気との温度差が開かないため適しているとする製粉業者もある。なお脱酸素剤は品質の維持に殆ど影響を及ぼさない。リパーゼ活性による脂質分解・酸化酵素による脂質劣化の影響が大きいと指摘されている。

## 評価基準
ソバの等級
玄ソバの品位基準として米穀検査同様、農林水産省が昭和26年に定めた農産物検査法による3等級＋規格外の分類が存在する。これは粒の色調、揃い、仕上水分など製粉業者に引き渡す際の物理的な基準であり、食味の保証基準ではない。以前は検査を通したソバは多くなかったが、戸別所得補償制度により検査を通す生産者が多くなり自家製粉を行う業者の間で話題にされる事がある。しかし、早期収穫ソバなど消費者需要の高い玄ソバが規格外になってしまうなど正当に評価できる基準といえず運用上の問題が大きくなり見直しの必要性を求められていた。そこで、改正について農産物検査規格検討会を経て平成27年（2015年）から新基準が適用される事になった。
ソバの官能検査票
1980年代にソバの品種開発が進み流通上に様々な品種が流通しはじめた事が契機になり、日本蕎麦協会により1989 - 1993年に農林水産省の助成事業「そば需給総合改善推進対策事業の新品種導入事業」の中で、小麦のうどんの評価票を参考に仮のソバの官能検査票が策定された。1989年に策定された検査票を例にとると、赤・黄・青・緑として用意された4つの蕎麦のうち、赤を基準蕎麦として「色」「香り」味」、食感として「かたさ」及び「そばらしさ」の計５項目で黄・青・緑の評価を行うというブラインドテストである。あくまでも玄ソバの素材としての特徴であったり、製粉技術や冷蔵技術の影響を計測する尺度を統一するために、生産者寄りの視点で暫定的に利用されるものであるため、職人の技術の差や消費者嗜好を反映する基準ではない。
| 標準 赤            | 標準 赤  | No.1 黄色 | No.1 黄色 | No.1 黄色 | No.1 黄色 | No.1 黄色 | No.1 黄色 | No.1 黄色 | No.2 青色 | No.2 青色 | No.2 青色 | No.2 青色 | No.2 青色 | No.2 青色 | No.2 青色 | No.3 緑色 | No.3 緑色 | No.3 緑色 | No.3 緑色 | No.3 緑色 | No.3 緑色 | No.3 緑色 | 標準 赤  | 標準 赤            |
| 標準 赤            | 標準 赤  | 不良      | 不良      | 不良      | 普通      | 良        | 良        | 良        | 不良      | 不良      | 不良      | 普通      | 良        | 良        | 良        | 不良      | 不良      | 不良      | 普通      | 良        | 良        | 良        | 標準 赤  | 標準 赤            |
| 評価尺度           | 評価尺度 | かなり    | すこし    | わずかに  | 普通      | わずかに  | すこし    | かなり    | かなり    | すこし    | わずかに  | 普通      | わずかに  | すこし    | かなり    | かなり    | すこし    | わずかに  | 普通      | わずかに  | すこし    | かなり    | 評価尺度 | 評価尺度           |
|                    | 評点     | 8         | 10        | 12        | 14        | 16        | 18        | 20        | 8         | 10        | 12        | 14        | 16        | 18        | 20        | 8         | 10        | 12        | 14        | 16        | 18        | 20        | 評点     |                    |
| 色                 | 20       |           |           |           |           |           |           |           |           |           |           |           |           |           |           |           |           |           |           |           |           |           | 20       | 色                 |
| 香り               | 20       |           |           |           |           |           |           |           |           |           |           |           |           |           |           |           |           |           |           |           |           |           | 20       | 香り               |
| 味                 | 20       |           |           |           |           |           |           |           |           |           |           |           |           |           |           |           |           |           |           |           |           |           | 20       | 味                 |
| 食感（かたさ）     | 20       |           |           |           |           |           |           |           |           |           |           |           |           |           |           |           |           |           |           |           |           |           | 20       | 食感（かたさ）     |
| 食感（そばらしさ） | 20       |           |           |           |           |           |           |           |           |           |           |           |           |           |           |           |           |           |           |           |           |           | 20       | 食感（そばらしさ） |

その他
製粉業者や研究機関が、新しい品種や新技術の検証の際に独自に客観的な数値を取得している事がある。
- 理化学検査

粘度、濁度、比重、過酸化物価、酸化、pH、酸度、栄養成分、糖度を理化学的観点で分析した数値
- 微生物検査

一般生菌数、大腸菌群数、大腸菌数、低温殺菌残存の有無、芽胞菌の残存の有無を微生物学的観点で分析した数値
客観的ではあるが、それぞれ目的・期間が異なりズレが生じるのに加えて、定期的に更新されるものでもないため、単位が統一されている最終実需者の利用価値があるデータという点では不足がある。

## 成分・利用
蕎麦粉の基礎成分として、蛋白質が10 - 13%、脂質が2 - 3%、食物繊維が1.2 - 2.0%、灰分が0.7 - 1.5%程度含まれる。ルチンは、10 - 25mg/100g含まれる。